# Xyrichtys
Xyrichtys is een geslacht van straalvinnige vissen uit de familie van de lipvissen (Labridae). Het geslacht is voor het eerst wetenschappelijk beschreven in 1815 door Cuvier.

## Soorten
- Xyrichtys blanchardi (Cadenat & Marchal, 1963)
- Xyrichtys incandescens Edwards & Lubbock, 1981
- Xyrichtys javanicus (Bleeker, 1862)
- Xyrichtys martinicensis Valenciennes, 1840
- Xyrichtys mundiceps Gill, 1862
- Xyrichtys novacula (Linnaeus, 1758)
- Xyrichtys rajagopalani Venkataramanujam, Venkataramani & Ramanathan, 1987
- Xyrichtys sanctaehelenae (Günther, 1868)
- Xyrichtys splendens Castelnau, 1855
- Xyrichtys victori Wellington, 1992
- Xyrichtys virens Valenciennes, 1840
- Xyrichtys wellingtoni Allen & Robertson, 1995